# Rhaphuma mushana
Rhaphuma mushana là một loài bọ cánh cứng trong họ Cerambycidae.